# Suazilândia nos Jogos Olímpicos de Verão de 1984
Suazilândia competiu nos Jogos Olímpicos de Verão de 1984 em Los Angeles, Estados Unidos. O país retornou às Olimpíadas após boicotar os Jogos de 1976 e 1980.

## Resultados

### Atletismo
Maratona masculina
- Samuel Hlawe — 2:22:45 (→ 45º lugar)

### Natação
100 m livre masculino
- Trevor Ncala
  - Eliminatórias — 58.22 (→ não avançou, 62º lugar)

200 m livre masculino
- Trevor Ncala
  - Eliminatórias — 2:15.30 (→ não avançou, 53º lugar)

100 m borboleta masculino
- Trevor Ncala
  - Eliminatórias — 1:06.94 (→ não avançou, 50º lugar)